# Pericentrus pinnatus
Pericentrus pinnatus är en insektsart som beskrevs av Ludwig Redtenbacher 1908. Pericentrus pinnatus ingår i släktet Pericentrus och familjen Phasmatidae. Inga underarter finns listade i Catalogue of Life.